# Province de Đắk Nông
Đắk Nông est une province des Hauts Plateaux du Centre du Viêt Nam.

## Administration
La province de Đắk Nông est composée de la ville Gia Nghia et de 7 districts:
| Subdivisions | Superficie (km²) | Subdivisions | Subdivisions | Subdivisions   |
| Subdivisions | Superficie (km²) | Quartiers    | Ville        | Commune rurale |
| ------------ | ---------------- | ------------ | ------------ | -------------- |
| Gia Nghĩa    | 286,64           | 5            |              | 3              |
| Cư Jút       | 718,90           |              | 1            | 7              |
| Đăk Glong    | 1 447,76         |              |              | 7              |
| Đăk Mil      | 682,70           |              | 1            | 9              |
| Đăk R'Lấp    | 63,42            |              | 1            | 10             |
| Đăk Song     | 808,10           |              | 1            | 8              |
| Krông Nô     | 816,80           |              | 1            | 11             |
| Tuy Đức      | 1123,27          |              |              | 6              |